# Jos Callaerts

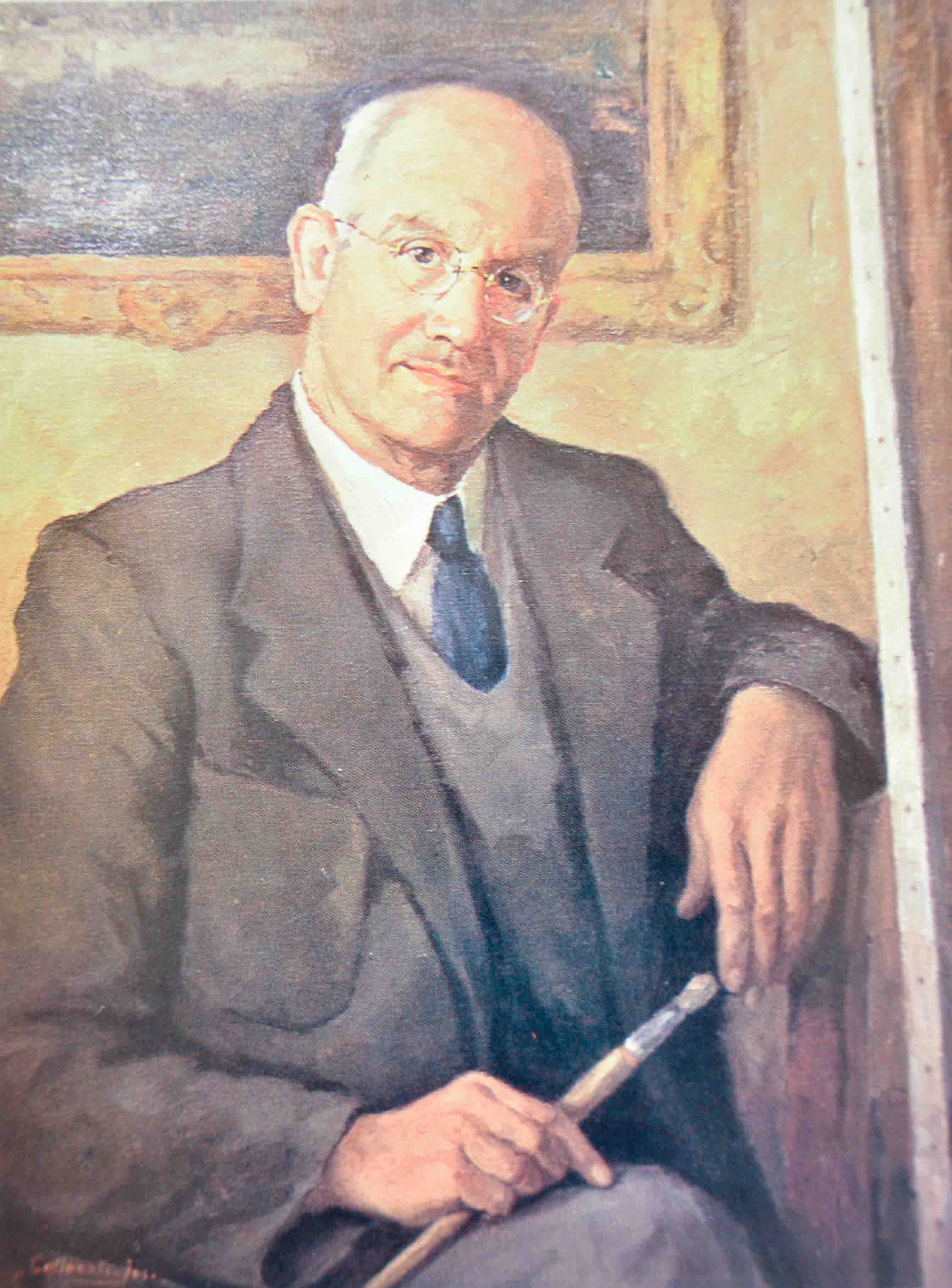
Zelfportret

Jozef Adriaan (Jos) Callaerts (Lier, 12 januari 1896 - Knokke, 16 november 1965) was een Belgisch architect en kunstschilder. Hij schilderde in opdracht portretten en ook marines, landschappen, stadsgezichten en stillevens. Zijn werk wordt intimistisch genoemd.

## Biografie
Jos Callaerts was de oudste zoon van een schrijnwerker met een aannemersbedrijf. Hij had een vijf jaar jongere broer. Jos kreeg omtrent zijn tiende jaar tyfus en roodvonk.
Callaerts doorliep de gewone lagere en middelbare studies en volgde kunstonderricht aan de Lierse Academie (1903-1912). In 1910 behaalde hij zijn eerste prijs. 
Van 1912 tot 1914 studeerde hij architectuur aan de Koninklijke Academie voor Schone Kunsten van Antwerpen, waar hij afstudeerde met uitmuntendheid. Ook aan deze Koninklijke Academie haalde hij verschillende prijzen voor schilderen en figuurtekenen. 
In 1920 voldeed Callaerts zijn dienstplicht. Op 3 juni 1922 trouwde hij met Maria Stephanie Verrept. Het echtpaar verhuisde naar het Noord-Franse nijverheidsstadje Armentières, aan de Leie. Als architect werkte hij mee aan het herstel van de stadskern, een markt van Vlaamse stijlkenmerken en Vlaamse gevels, die zwaar geleden had in de oorlogsjaren. 
Hij volgde in deze periode avondlessen aan de Academie te Rijsel en maakte kennis met François Baude, bekend om zijn weidse vlakverdeling van het schilderij. Callaerts leerde van hem een betere vlakverdeling. Zijn bezoeken aan Parijs, het atelier van Baude, Nice, Monte Carlo en Villefranche verdiepten zijn inzicht in licht en kleurwerking. In 1926 vestigde het echtpaar zich in Berchem, waar Callaerts als beëdigd landmeter opmetingen en nivelleringen uitvoerde in de omgeving van Antwerpen. 
In 1938 verhuisde het koppel naar villa de Meiboom, aan de Lindenlei te Mortsel. 
In de jaren 1939-41, ging Callaerts weer naar de Koninklijke Academie voor Schone Kunsten van Antwerpen. Hij kwam er in contact met Isidore Opsomer, die zijn leermeester in de schilderkunst werd. Omsomer zou hem stimuleren meer te schilderen. Jos Adriaan maakte in deze periode kopieën van portretten van François Navez, Liéven De Winne, Rik Wouters, maar ook van Rubens, Jordaens en Van Dyck. Callaerts schonk zijn werk veelal aan derden. 
Callaerts combineerde tot aan zijn pensioenleeftijd in 1961 het maken van zijn kunstwerken met zijn beroep als architect en binnenhuisarchitect, terwijl hij ook taken uitvoerde als adjunct-adviseur bij het Ministerie van Wederopbouw en bij de dienst Stedebouw te Brugge. Dit ondanks dat hij sinds 1950 zware lichaamszorgen had, flebitis, een ingreep aan de galblaas, moeilijke stoelgang en meer. 
Jozef Adriaan Callaerts stierf op 16 november 1965 te Knokke aan een embolie. Zijn leven lang verbonden gebleven aan Lier, werd hij in zijn geboortestad begraven.

## Exposities

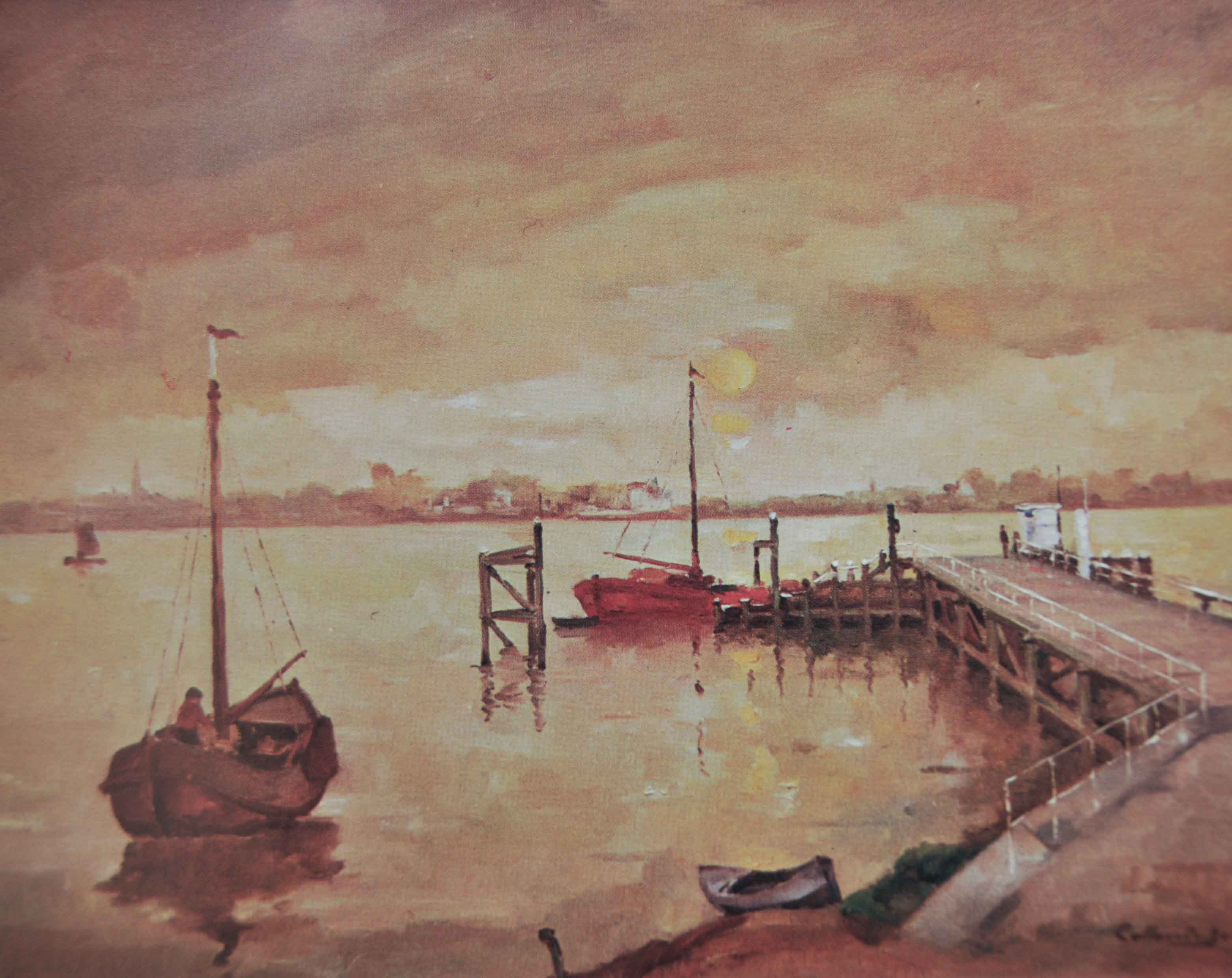
Scheldegezicht

Callaerts nam deel aan verschillende tentoonstellingen. Zijn eerste individuele tentoonstelling was in 1952 in de Vleeshal te Lier. Hij nam deel aan de tentoonstelling van de Lierse kunstenaars in het stadhuis van Lier in 1962. In 1967 wijdde de stad Lier een retrospectieve-hulde-tentoonstelling aan zijn werk. 
Een incompleet overzicht van tentoonstellingen: 
- Armentières
- Lier (1926, 1927, 1930, 1931, 1933, 1934, 1936, 1942, 1943) in het Vleeshuis, dan in het Stedelijk Museum (1940, 1941)
- Boom (1934)
- Mortsel Gemeentehuis (1938, 1940), School Eggestraat (1942)
- Antwerpen (Cercle Artistique, 1943), Hotel Osterrieth (1941), zaal Lamorinièri (1942, 1943), Stedelijk Kunstsalon (1943, 1944), Zaal Appelmans (1945)
- Turnhout, zaal de Kempen (1943)
- Brugge, Museum Groeninge (1943)
- Brussel, zaal Rubens (1945)
- Mortsel, Parochiehuis (1946,1951)